# Hanshi Takeda
Hanshi Takeda (jap. 武田範之 Takeda Hanshi; ur. 23 listopada 1863, zm. 23 czerwca 1911) – japoński mnich zen szkoły sōtō, misjonarz w Korei.

## Życiorys

### Japonia - wstępny okres
Takeda urodził się jako trzeci syn Shihē Sawa, służącego w lennie Kurume w prefekturze Fukuoka. Ojciec był oddanym imperialnej idei Japonii i z powodu jego udziału w 1871 roku w tzw. Incydencie Czterech (jap. Meishi jiken) został zdegradowany na podstawie oskarżenia o zdradę przez nowo ustanowiony rząd Meiji. Zmarł w 1878 roku, gdy Takeda miał 11 lat. Chłopiec został adoptowany przez Sadasuke Takedę, lekarza, oddanego cesarzowi. Spodziewał się, że adoptowany syn pójdzie w jego ślady. Chłopiec przez osiem lat kształcił się w szkole, jednak w wieku 19 lat opuścił dom. Podróżował po Japonii, spotykając się z wieloma ludźmi starającymi się zrozumieć gwałtowne zmiany zachodzące wówczas w Japonii. W tym okresie zainteresował się poważnie buddyzmem i w pewnym momencie zadecydował, że przeczyta cały buddyjski kanon (jap. Daizōkyō).
W 1883 roku, w wieku 21 lat, Takeda został uczniem mistrza zen ze szkoły sōtō Nematsu Gendō w Kenshō-ji w prefekturze Niigata. Po śmierci nauczyciela Takeda odziedziczył po nim świątynię, jednak wkrótce przekazał ją swojemu bratu, który także był mnichem. Mimo że był mnichem, wiele czasu zabierało mu zajmowanie się polityką. Dużo czasu spędzał w Tokio, działając w ruchu walczącym o wolności i prawa obywatelskie (jap. jiyū minken undō). Jego polityczne zainteresowania zaprowadziły go do Korei, w której był zaangażowany w liczne ważne wydarzenia w latach 90. XIX wieku, które zmieniły polityczne relacje pomiędzy tym krajem a Japonią.

### Korea – polityczne działania Takedy
Jego pierwsza podróż do Korei w latach 1892-1893 związana była głównie ze zbiórką pieniędzy dla ultranacjonalistycznej działalności i ostatecznie wymierzonej we wspieranie „reform w Azji”. Razem z 30 innymi osobami, z których część należała do Gen’yōsha (Stowarzyszenie Czarnego Oceanu) założył biznes rybacki. Jego najbliższym współpracownikiem był Yi Chuhoe (Yi P’ung’yǒng, 1843–1895), sędzia pokoju z Yŏsu i były członek Partii Oświecenia. W ciągu 6 miesięcy biznes zbankrutował. Na krótko powrócił do Japonii.
Pod koniec 1893 powrócił do Korei. Gdy wybuchło chłopskie powstanie (kor. Tonghak-nan) w prowincjach Chŏlla Północna i Chŏlla Południowa w 1894 roku pomógł w utworzeniu Ten’yūkyō („Stowarzyszenie Pomocnego Nieba”), które składało się z 15 japońskich „kontynentalnych wędrowców” (jap. tairiku rōnin), ludzi, którzy zostali zmarginalizowani przez rząd Meiji. W lipcu 1894 roku spotkali się przywódcą rebelii Chŏnem Pongjunem (1855–1895) i ochotniczo przystąpili do rebeliantów, aby walczyć przeciwko rządowym oddziałom skorumpowanej władzy w Korei kontrolowanej przez frakcję wierną królowej Min. Podróżowali po Korei z członkami rebelii, zatrzymując się często w klasztorach. Stowarzyszenie rozwiązało się, gdy członkowie zdali sobie sprawę z niemożności osiągnięcia celów. Takeda został szpiegiem dla rządu japońskiego w czasie wojny chińsko-japońskiej w 1894 roku. Z powodu choroby powrócił do Japonii na leczenie.
W 1895 roku powrócił do Korei. Takeda, w zmowie z Taewǒn’gunem (teściem i nieprzejednanym wrogiem królowej Min) w towarzystwie ponad 40 innych Japończyków i przy wsparciu kilkuset japońskich i koreańskich żołnierzy napadli na pałac o świcie 8 października, zamordowali królową Myŏngsŏng Hwanghu (明成皇后, 1851–1895), spalili jej ciało, i przywrócili nominalnie do władzy Taewǒn’guna. Zamachowcy Japończycy łącznie z Takedą, konsulem Japonii w Korei Ryūnosuke Okamoto i jego następcą Gorō Miura, zostali aresztowani i uwięzieni w Hiroszimie przez okres pięciu tygodni. Wszyscy zostali oczyszczeni z zarzutów z powodu braku dowodów, pomimo zeznań świadków.
Przez następne 10 lat Takeda skupił się na swojej pracy w Kenshō-ji, gdzie został opatem. Wiele swojej energii przeznaczył na próby zreformowania szkoły sōtō. Jego administracyjne zdolności zostały docenione i został nominowany w 1902 roku na członka rady filialnych świątyń szkoły sōtō. W 1904 roku został wybrany parlamentarnym członkiem głównej kwatery sōtō oraz dyrektorem misji szkoły sōtō w Korei. W 1905 roku powiększył teren swojej świątyni zakupując państwową ziemię przyległą do świątyni. Aby upamiętnić ofiary wojny przeprowadził tam ceremonię wskazań, którą poprowadził Sodō Ishikawa (1841–1920).

### Korea – działania Takedy na niwie religijno-politycznej
W 1906 roku Takeda powrócił do Korei. Jego stosunek do buddyzmu koreańskiego wynikał z jego celu politycznego, aby uczynić Koreańczyków poddanymi japońskiemu cesarzowi. Oprócz tego miał jeszcze inne motywacje, sekciarskie (wynikające z tego, że był wysoko postawionym mnichem sōtō) oraz wizję panazjatyckiego buddyzmu. Szybko nawiązał kontakty z projapońskimi przywódcami, takimi jak Yi Yonggu (1868–1912), lider Sich’ŏn’gyo („Niebiosa Służące Religii”) i Song Pyŏngjun (1858–1925), lider partii Ilchinhoe. Takeda został doradcą tych organizacji. W 1908 roku po rekomendacji Yi Yonggu i Ryōheia Uchidy (1874–1937) został także doradcą powstałej 6 marca 1908 roku pierwszej nowoczesnej instytucji w buddyzmie koreańskim – Wŏnjong („Doskonałe przeniknięcie”). Wielkim Patriarchą został wybrany mnich Yi Hŏgwang (1862–1933).
Wkrótce Takeda stał się główną postacią na koreańskiej scenie, między innymi dlatego, iż realizował polityczny cel Uchidy – przyłączenia Korei do Japonii. Promował Sich’ŏn’gyo jako najlepszą religijną platformę do zreformowania i modernizacji Korei, zjednoczenia trzech azjatyckich religii (konfucjanizmu, taoizmu i buddyzmu) oraz powstrzymania chrześcijaństwa jako religii białej rasy i usunięcia jej z Azji.
Jeszcze zanim został doradcą Wŏnjongu wykazywał zainteresowanie ożywieniem koreańskiego buddyzmu po 500-letnim okresie niszczenia go przez konfucjańskie państwo. Na samym początku jednak nie naciskał na zwiększenie roli buddyzmu, gdyż dla organizacji, z którymi się związał (Tonghak i Sich’ŏn’gyo) buddyzm był celem drugorzędnym. Z zachowanej korespondencji wynika, że najważniejszą sprawą było dla niego wtedy (w 1906 i 1907 roku) poprawienie statusu mnichów, co wpłynęłoby na zmianę stosunku ogółu ludności do buddyzmu i np. do szaty buddyjskiej (kesa) traktowanej do tej pory „jak bród lub gówno”.
W liście z 1907 roku wykorzystuje cytat z wypowiedzi Buddy:
| Ten, kto upada na ziemię, może użyć tej samej ziemi aby wstać |

Dlatego też uważał, iż buddyzm powinien być ożywiony w Seulu, gdyż Seul był miejscem jaskrawego poniżania mnichów buddyjskich.
Równocześnie po odwiedzinach w klasztorze T'ongdo zauważył, że proces będzie trudny, gdyż w tym jednym z najbogatszych klasztorów w Korei, powstały wtedy trzy grupy mnichów: szukających ochrony w Jōdo-shū, szukających ochrony w Nishi Hongan-ji oraz grupa szukająca ochrony w sōtō. Z tego powodu Takeda uważał za konieczne stworzenie centralnego urzędu religii w Seulu. Pragnął również, aby japońskie misje nie zawłaszczały koreańskich klasztorów, gdyż koreański buddyzm ma własną bogatą tradycję. Ożywienia koreańskiego buddyzmu chciał również i dlatego, iż obawiał się sukcesów chrześcijaństwa, a ożywiony buddyzm byłby wyzwaniem dla chrześcijaństwa i zachodniego imperializmu.
Poglądy Takedy (i Yi Hŏgwanga) najlepiej wyraża petycja do ministerstwa spraw wewnętrznych z 27 lipca 1908 roku:
- 1. Stworzyć centralny urząd religii dla Wŏnjongu, nadzorowany bezpośrednio przez ministra spraw wewnętrznych oraz mieć urząd administrujący wszystkimi świątyniami w trzynastu prowincjach,
- 2. Zezwolić ludziom na swobodne praktykowanie ich wiary w trzy klejnoty (Buddę, Dharmę i Sanghę) i nie ingerować w pogrzeby i inne publiczne rytuały.
- 3. Zezwolić mnichom i mniszkom na publiczne głoszenie Dharmy i prowadzenie koniecznych rytuałów.
- 4. Każda administracyjna decyzja Wŏnjongu powinna otrzymać zgodę Ministerstwa Spraw Wewnętrznych.
- 5. Stanowisko głównego mnicha centralnego urzędu religii wymaga rekomendacji Ministerstwa Spraw Wewnętrznych.
- 6. Ten główny mnich jest odpowiedzialny za nominacje opatów wszystkich głównych klasztorów, kierowników wydziałów centralnego urzędu religii i innych klerykalnych pozycji oraz kierowników prowincjonalnych filii urzędu.
- 7. Centralny urząd religii powinien zagwarantować prawa każdej świątyni w trzynastu prowincjach do ich skarbów, lasów i innych własności.
- 8. Każdy kierujący świątynią w trzynastu prowincjach powinien być odpowiedzialny za wydatki centralnego urzędu religii.
- 9. W wypadku gdy centralny urząd religii nadużyje swojej władzy, każda świątynia może wnieść skargę do Ministerstwa Spraw Wewnętrznych[11].

Charakterystyczne jest to, że Takeda w punkcie 6 wcale nie pragnie (przynajmniej otwarcie), aby decydowały o tym władze szkoły sōtō, buddyzm japoński czy japoński rząd.
Dla Takedy oczywiście buddyzm był najwyższą z religii. Gdy jego relacje z liderem Wǒnjongu się pogłębiły, coraz śmielej i wyraźnie akcentował to, że jest buddystą. Kulminacją tego procesu było jego stanowcze propagowanie związku szkoły sōtō z Wǒnjong w 1910 roku, jako najlepszej drogi do reanimowania koreańskiej tradycji buddyjskiej.
W sierpniu 1910 roku Korea została siłą przyłączona do Japonii. Przyłączenie buddyzmu koreańskiego do buddyzmu japońskiego było wynikiem zmowy Takedy i patriarchy Hŏgwanga. W październiku 1910 roku Hŏgwang udał się do Japonii przedyskutować przyłączenie buddyzmu koreańskiego do szkoły sōtō, bez uprzedniej konsultacji z innymi mnichami w Korei. Sudo Ishikawa, głowa szkoły sōtō i Hŏgwang podpisali 7-punktową umowę, w której każdy z punktów podporządkowywał buddyzm koreański szkole sōtō. Tymczasem Takeda chciał przede wszystkim, aby sōtō pomogło organizacji Wǒnjong otrzymać uznanie ze strony państwa oraz dzięki protekcji kolonialnego rządu ożywić koreański buddyzm. Jednak prawdziwym i podstawowym planem było zmodernizowanie koreańskiego buddyzmu, aby pod kierownictwem sōtō wypchnął chrześcijaństwo z Korei.
Wszystkie, dość dobrze rokujące plany zreformowania i modernizacji koreańskiego buddyzmu, zostały właściwie zaprzepaszczone przez podporządkowanie buddyzmu koreańskiego szkole sōtō.
Takeda zmarł na raka gardła 23 czerwca 1911 roku.